# Vela en los Juegos Olímpicos de París 2024
Las regatas de vela en los Juegos Olímpicos de París 2024 se realizaron en la Marina de Marsella, ubicada en la ciudad homónima, del 28 de julio al 8 de agosto de 2024.
En total fueron disputadas en este deporte diez pruebas diferentes, cuatro masculinas, cuatro femeninas y dos mixtas. El programa de competiciones se modificó en relación con la edición anterior: la clase Finn fue suprimida, la clase RS:X fue sustituida por la clase iQFoil, la clase 470 pasó a disputarse en una sola prueba de categoría mixta en lugar de una prueba para cada género, y la clase Formula Kite fue introducida.

## Clasificación
Participaron en total 330 deportistas (165 hombres y 165 mujeres) de diferentes comités olímpicos nacionales pertenecientes a la Federación Internacional de Vela.

## Calendario
| ● | Regatas clasificatorias |  | Regata de las medallas |

| Fecha→ Prueba ↓ | 28 Dom | 29 Lun | 30 Mar | 31 Mié | 01 Jue | 02 Vie | 03 Sáb | 04 Dom | 05 Lun | 06 Mar | 07 Mié | 08 Jue |
| --------------- | ------ | ------ | ------ | ------ | ------ | ------ | ------ | ------ | ------ | ------ | ------ | ------ |
| Laser M         |        |        |        |        | ●      | ●      | ●      | ●      | ●      |        | F      |        |
| Laser Radial F  |        |        |        |        | ●      | ●      | ●      | ●      | ●      |        | F      |        |
| iQFoil M        | ●      | ●      | ●      |        | ●      | F      |        |        |        |        |        |        |
| iQFoil F        | ●      | ●      | ●      |        | ●      | F      |        |        |        |        |        |        |
| 49er M          | ●      | ●      | ●      | ●      |        | F      |        |        |        |        |        |        |
| 49er FX F       | ●      | ●      | ●      | ●      |        | F      |        |        |        |        |        |        |
| Formula Kite M  |        |        |        |        |        |        |        | ●      | ●      | ●      | ●      | F      |
| Formula Kite F  |        |        |        |        |        |        |        | ●      | ●      | ●      | ●      | F      |
| 470 mixto       |        |        |        |        |        | ●      | ●      | ●      | ●      | ●      |        | F      |
| Nacra 17 mixto  |        |        |        |        |        |        | ●      | ●      | ●      | ●      |        | F      |

## Medallistas

### Masculino
| Evento                     | Oro                                         | Plata                                                  | Bronce                                          |
| -------------------------- | ------------------------------------------- | ------------------------------------------------------ | ----------------------------------------------- |
| iQFoil (2 de agosto)       | Tom Reuveny · Israel                        | Grae Morris · Australia                                | Luuc van Opzeeland · Países Bajos               |
| Formula Kite (9 de agosto) | Valentin Bontus · Austria                   | Toni Vodišek · Eslovenia                               | Maximilian Maeder · Singapur                    |
| Laser (7 de agosto)        | Matthew Wearn · Australia · 40              | Pavlos Kontidis · Chipre · 56                          | Stefano Peschiera · Perú · 80                   |
| 49er (2 de agosto)         | Diego Botín · Florian Trittel · España · 70 | Isaac McHardie · William McKenzie · Nueva Zelanda · 82 | Ian Barrows · Hans Henken · Estados Unidos · 88 |

### Femenino
| Evento                     | Oro                                                   | Plata                                        | Bronce                                         |
| -------------------------- | ----------------------------------------------------- | -------------------------------------------- | ---------------------------------------------- |
| iQFoil (2 de agosto)       | Marta Maggetti · Italia                               | Sharon Kantor · Israel                       | Emma Wilson · Reino Unido                      |
| Formula Kite (8 de agosto) | Eleanor Aldridge · Reino Unido                        | Lauriane Nolot · Francia                     | Annelous Lammerts · Países Bajos               |
| Laser Radial (7 de agosto) | Marit Bouwmeester · Países Bajos · 38                 | Anne-Marie Rindom · Dinamarca · 61           | Line Flem Høst · Noruega · 75                  |
| 49er FX (2 de agosto)      | Odile van Aanholt · Annette Duetz · Países Bajos · 74 | Vilma Bobeck · Rebecca Netzler · Suecia · 76 | Sarah Steyaert · Charline Picon · Francia · 79 |

### Mixto
| Evento                 | Oro                                          | Plata                                            | Bronce                                              |
| ---------------------- | -------------------------------------------- | ------------------------------------------------ | --------------------------------------------------- |
| 470 (8 de agosto)      | Lukas Mähr · Lara Vadlau · Austria · 38 pts. | Keiju Okada · Miho Yoshioka · Japón · 41 pts.    | Anton Dahlberg · Lovisa Karlsson · Suecia · 47 pts. |
| Nacra 17 (8 de agosto) | Ruggero Tita · Caterina Banti · Italia · 31  | Mateo Majdalani · Eugenia Bosco · Argentina · 55 | Micah Wilkinson · Erica Dawson · Nueva Zelanda · 63 |

## Medallero
| Núm. | País           | Oro | Plata | Bronce | Total |
| ---- | -------------- | --- | ----- | ------ | ----- |
| 1    | Países Bajos   | 2   | 0     | 2      | 4     |
| 2    | Austria        | 2   | 0     | 0      | 2     |
| 2    | Italia         | 2   | 0     | 0      | 2     |
| 4    | Australia      | 1   | 1     | 0      | 2     |
| 4    | Israel         | 1   | 1     | 0      | 2     |
| 6    | Reino Unido    | 1   | 0     | 1      | 2     |
| 7    | España         | 1   | 0     | 0      | 1     |
| 8    | Francia        | 0   | 1     | 1      | 2     |
| 8    | Nueva Zelanda  | 0   | 1     | 1      | 2     |
| 8    | Suecia         | 0   | 1     | 1      | 2     |
| 11   | Argentina      | 0   | 1     | 0      | 1     |
| 11   | Chipre         | 0   | 1     | 0      | 1     |
| 11   | Dinamarca      | 0   | 1     | 0      | 1     |
| 11   | Eslovenia      | 0   | 1     | 0      | 1     |
| 11   | Japón          | 0   | 1     | 0      | 1     |
| 16   | Estados Unidos | 0   | 0     | 1      | 1     |
| 16   | Noruega        | 0   | 0     | 1      | 1     |
| 16   | Perú           | 0   | 0     | 1      | 1     |
| 16   | Singapur       | 0   | 0     | 1      | 1     |
|      | TOTAL          | 10  | 10    | 10     | 30    |